# Javier Marías
Javier Marías Franco (20. září 1951, Madrid, Španělsko – 11. září 2022, Madrid) byl španělský prozaik, překladatel, editor a fejetonista.

## Život a dílo
Syn filozofa Juliána Maríase, jednoho z odpůrců režimu Francisca Franca.
Svou první knihu Vlčí panství (Los dominios del lobo, 1971) napsal v 19 letech při návštěvě Paříže. Po skončení studií na madridské Universidad Complutense působil jako překladatel z angličtiny do španělštiny (např. John Ashbery, Wystan Hugh Auden, Joseph Conrad, William Faulkner, Thomas Hardy, Vladimir Nabokov, Wallace Stevens, Laurence Sterne, Robert Louis Stevenson, John Updike, William Butler Yeats). Maríasův překlad Sternova románu Tristram Shandy obdržel v roce 1979 španělskou Národní překladatelskou cenu. V osmdesátých letech rostl jeho romanopisecký věhlas, působil též jako profesor španělské literatury a teorie překladu na Oxfordu. Pravidelně publikuje v El País. Jeho romány, které jsou často založeny na detektivním příběhu, byly přeloženy do 34 jazyků.
Významný německý literární kritik Marcel Reich-Ranicki považuje Maríase za jednoho z největších současných světových autorů.[zdroj?]

Javier Marías je od roku 1997 také jedním z králů neobydleného karibského státečku Redonda.

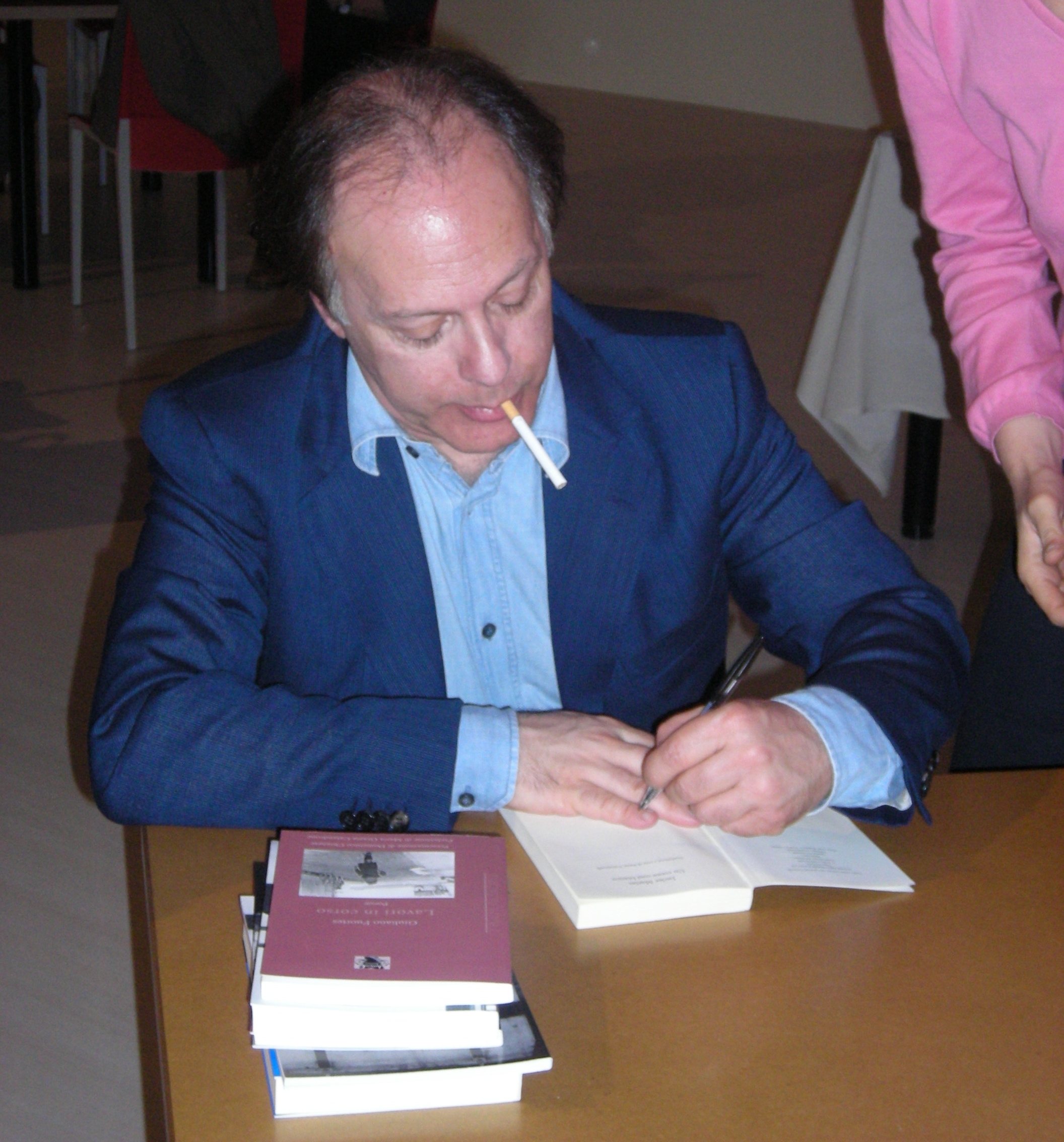
Javier Marìas (2008)

## Přeloženo a vydáno česky
- Vzpomínej na mě zítra při bitvě, 1992, ISBN 80-7203-121-X
- Divoši a citlivky, 2003, ISBN 80-7341-119-9
- Srdce tak bílé, 2004, ISBN 80-7341-378-7
- Všechny duše, 2007, ISBN 978-80-7381-213-3
- Černá záda času, 2009, ISBN 978-80-7381-650-6
- Zamilovanosti, 2015, ISBN 978-80-7432-483-3

## Ceny
- 1979 – Premio Nacional de Traducción
- 1986 – Premio Herralde de Novela
- 1989 – Premio Ciudad de Barcelona
- 1993 – Premio de la Crítica
- 1993 – Prix L'Œil et la Lettre
- 1995 – Premio Rómulo Gallegos
- 1995 – Premio Fastenrath
- 1996 – Prix Femina Étranger (Francie)
- 1997 – Premio Nelly Sachs (Dortmund)
- 1997 – IMPAC International Dublin Literary Award (Dublin)
- 1998 – Premio Letterario Internazionale Mondello-Città di Palermo
- 1998 – Premio Comunidad de Madrid a la creación artística
- 2000 – Premio Internazionale Ennio Flaiano
- 2000 – Premio Grinzane Cavour (Turín)
- 2000 – Premio Internacional Alberto Moravia de narrativa extranjera (Řím)
- 2003 – Premio Nacional de Periodismo Miguel Delibes
- 2003 – Premio Salambó al mejor libro de narrativa